# Shorea assamica
Shorea assamica là một loài thực vật có hoa trong họ Dầu. Loài này được Dyer miêu tả khoa học đầu tiên năm 1874.